# Атыдзта
Атыдзта (абх. Аҭыӡҭа, груз. ათიძთა) — село в Абхазии, в Гагрском районе частично признанной Республики Абхазия, согласно административному делению Грузии — в Гагрском муниципалитете Абхазской Автономной Республики. Высота над уровнем моря составляет 40 метров.

## Население
По данным переписи 1959 года в селе Атыдзта жило 942 человека, большинство которых составляли абхазы и грузины. К 1989 году в селе Атыдзта проживало 1785 человек, преобладали грузины, армяне и абхазы.